# Хіей (1877)
«Хіей» (яп. 比叡, Hiei) — другий і останній броньований корвет типу «Конґо», побудований для Імперського флоту Японії  у 1870-тих. Ці кораблі будували у Великій Британії, оскільки Японія на той час не мала достатнього технологічного потенціалу аби побудувати броненосці самостійно. У 1887 корабель став навчальним та здійснив навчальні походи до Середземного моря та країн, які мали тихоокеанські узбережжя. Корабель повернули до виконання бойових завдань під час Японсько-Цінської війни 1894–1895  р. Броненосець зазнав серйозних ушкоджень під час битви при Ялу, коли намагався прорватися через китайськику ескадру замість того, щоб слідувати за значно швидшими японськими кораблями.
«Хіей» також брав участь у битві за Вейхайвей та захопленні Тайваню у 1895 році, коли залучався до обстрілів прибережних укріплень. Після цього корабель повернули до попередньої ролі навчального, хоч на короткий час знову повернули у стрій під час Російсько-Японської війни 1904-1905 р. Перекласифікований на гідрографічне судно  1906 р. та проданий для утилізації 1912 р.